# 應劭
應劭（？—207），字仲瑗，东汉汝南南頓（今河南项城）人。司隸校尉應奉之子，司空掾應珣之兄。應瑒、應璩之伯父。
卒年不詳，僅知曹操207年據有河北時已經過世。

## 生平
應劭年少篤學，博覽多聞，汉灵帝时举孝廉，熹平二年為郎官，六年為汝南主簿。後辟車騎將軍何苗掾，任蕭縣縣令、營陵令、中平六年（189年）出任泰山太守。
185年，朝廷派遣車騎將軍皇甫嵩鎮壓韓遂、邊章之亂，本來皇甫嵩想招烏桓兵作戰，此時北軍中候鄒靖上言：「烏桓衆弱，宜開募鮮卑。」大將軍掾韓卓表示贊同，並稱讚鄒靖：「靖居近邊塞，究其態詐。靖募鮮卑輕騎五千，必有破敵之效。」但是應劭認為鮮卑族貪婪不守信義，堅持啟用烏桓兵。最後兩人爆發了口角，詔百官大會朝堂，最後應劭的意見被眾人採納。
獻帝初平二年（191年）大破黃巾賊卅萬眾。
权臣董卓伏诛后，余党李傕、郭汜继续把持朝政，徐州刺史陶谦率前扬州刺史周乾、琅邪相阴德、东海相刘馗、彭城相汲廉、北海相孔融、沛相袁忠、应劭、汝南太守徐璆、前九江太守服虔、博士郑玄等共推行车骑将军朱儁为太师，发檄文号召地方讨伐李傕，尊奉献帝。但朱儁应李傕征召入朝，陶谦等只能作罢。
后奉曹操命令送曹父曹嵩返鄉，應劭未至、陶謙先到，劫殺了曹嵩，應劭畏懼曹操怪罪，而投奔袁紹，為袁紹軍謀校尉。後曹操迎奉献帝，应劭入朝制定典章。后卒於鄴縣。

## 著作
著有《漢官儀》十卷、《風俗通義》卅卷、《漢書集解音義》二十四卷。另撰有《春秋斷獄》。今仅存《风俗通》十卷，又严可均辑佚数句。

## 延伸阅读
[在维基数据编辑]
 在维基文库阅读此作者作品
 《後漢書/卷48》，出自范晔《後漢書》
 《東觀漢記》